# Étrelles
Étrelles (en bretó Stredell, en gal·ló Estrèll) és un municipi francès, situat a la regió de Bretanya, al departament d'Ille i Vilaine. L'any 2006 tenia 2.479 habitants.

## Demografia
| 1962                                       | 1968  | 1975  | 1982  | 1990  | 1999  |
| ------------------------------------------ | ----- | ----- | ----- | ----- | ----- |
| 1.232                                      | 1.251 | 1.327 | 1.486 | 1.809 | 2.130 |
| Des de 1962: població sense dobles comptes |       |       |       |       |       |

## Administració
| Període   | Identitat              | Partit        |
| --------- | ---------------------- | ------------- |
| 2001-2008 | Bernard Rubin          | UDF           |
| 2001-     | Marie-Christine Morice | Divers droite |